# Кузнецов, Виктор Васильевич (писатель)
Ви́ктор Васи́льевич Кузнец́ов (1928—2014) — писатель и переводчик, член Союза писателей.

## Биография
Виктор Васильевич Кузнецов родился 23 января 1928 года в пос. Нея Кологривского уезда Костромской губернии в крестьянской семье. В этом же году семья переехала в Колпино (в то время город Ленинградской области). Его отец, Василий Андреевич Кузнецов, работал на Ижорском заводе, затем — политруком в пожарной части. С начала войны ушёл добровольцем на фронт и не вернулся. В начале войны и блокады Кузнецов с матерью Евдокией Григорьевной и младшим братом Юрием жили на улице Финляндской, в доме 4. Затем, в июле 1942 года семья была эвакуирована в Костромскую область, в город Нея. В 7-й класс Виктор ходил за 3 км, в деревянную школу при церкви. Затем 1 год учился в городе Макарьеве, что в 10 км от Заречья, в ремесленном училище № 11, на автомеханика. Нередко их посылали на тяжёлые работы — на лесоповал.
Весной 1944 года ленинградских ребят вернули в Ленинград учиться в группе автослесарей в училище на Охте. Проучившись 1 месяц, уехал работать в Колпино, слесарем в промкомбинате (ныне — здание спортивной школы на ул. Володарского). Однажды, летом 1944 года, в газете «Комсомольская правда» прочитал объявление о приёме в мореходные училища и поехал в Архангельск учиться. В 1948 году окончил Архангельское мореходное училище. Плавал на небольшом танкере «Буран», был в Польше. Но вскоре медицинская комиссия списала на берег из-за укачивания. Затем год работал на Ижорском заводе слесарем.
Имея способности к иностранным языкам, он в 1950 году поступил в Ленинградский институт иностранных языков на переводческий факультет. Сдав успешно 30 экзаменов экстерном, перешёл с третьего курса на пятый. Работать начал с последнего курса института. 10 лет работал в Государственной публичной библиотеке им. Салтыкова-Щедрина, в отделе картографии. Много занимался литературными переводами с английского, французского и немецкого языков. Затем около 10 лет работал преподавателем английского языка в школах Ленинграда, затем — в Гатчине, в институте ядерной физики (10-11 лет).
Первый перевод Кузнецова был опубликован в 1955 году в журнале «Огонёк», в Москве — перевод с английского рассказа Джека Коупа «Трещина на небе».
В 1959 году американский писатель Уильям Дюбуа с супругой, Ширли Грэхэм, после поездки в Китай к Председателю КНР Мао Цзедуну, где ему была вручена Ленинская премия мира, по приглашению Н. С. Хрущёва по дороге в Москву приехал в Ленинград, чтобы повидать переводчика своих книг («Испытания Мансарта», «Воспоминания» и др.).
В 1965 году в Ленинграде напечатан перевод романа «Когда море отступает» Армана Лану. Последний роман этого автора «Прощай, жизнь! Прощай, любовь!», тоже в переводе Кузнецова, напечатан в 1990 году в журнале «Север».
Кузнецов был принят в 1990 году в Союз писателей России и как переводчик, и как писатель. Им создано десять книг и тридцать литературных переводов произведений зарубежных авторов на русский язык.

## Переводы
- «Ластоногие пловцы» (1966)
- «Семеро среди пингвинов» (1968)
- «Когда бушуют стихии» (1972)
- «Море синеет…» (1974)
- «Один в Антарктике» (1991)
- «Полярный конвой» (1991)
- «Николай и Александра» (1995)
- «Звёздные войны. Полёт над бездной. Смертельная схватка» (1996)
- «Хозяин морей. Командир и штурман. На краю земли. Капитан первого ранга» (2005—2006)
- «Иисус и его время» (2010) — впервые переведена с 1945 года, причём — издана на средства переводчика, всего — 300 экз.
- «Первая мировая война. Дневники с фронта» (ориг. название — «Английская медсестра на русском фронте») (2014)

и другие — более 30, включая технические переводы (геодезия) с русского на английский язык.

## Книги
- «Тайна гибели Есенина» (1998)
- «Русская Голгофа» (2001)
- «Тайна пятой печати» (2002),
- «По следам царского золота» (2003)
- «Михаил Александрович. Любовь Великого Князя» (2004)
- «Ночь длинных ножей» (2005)
- «Противостояние. Советская разведка в годы Второй Мировой войны» (2006)
- «НКВД против гестапо» (2008), «Горные стрелки Гитлера» (2008)
- «Просто Ольга» (2010)
- «Судьба царя» (2010)